# Beautés
Cet article possède un paronyme, voir Beauté.
Beautés est une nouvelle de dix pages d'Anton Tchekhov (en russe : Krasavitsy).
La nouvelle est en deux parties, dans la première le narrateur est âgé de douze ou treize ans ; dans la seconde, il est étudiant. Les deux parties ont pour thème commun la rencontre rapide avec une beauté féminine.

## Historique
Beautés est initialement publié dans la revue russe Temps nouveaux, numéro 4513, du 21 septembre 1888.   

## Résumé
Dans la steppe brûlante d’août, un jeune garçon accompagne son grand-père à la ville voisine. Le soleil, le vent sec, les mouches et la poussière rendent pénible le trajet. Enfin survient la halte dans le village arménien de Bakhtchi-Salakhun.
Le maître des lieux invite les voyageurs à boire le thé. C’est Macha, sa fille de seize ans, qui vient servir. C’est une beauté. Pourtant, elle inspire la tristesse au jeune garçon. Est-ce parce qu’elle l’ignore ? Les voyageurs repartent avec le beau visage de Macha en tête.
Des années plus tard, le jeune garçon, devenu étudiant, voyage en train. Le convoi s’arrête dans une gare, et là, même choc que dans le village arménien : la fille du chef de gare est une beauté. Cette rencontre inspire également la tristesse à tous les hommes présents. Est-ce le fait qu’ils n’auront jamais une femme aussi belle et qu’elle les renvoie à la médiocrité de leurs existences ? 

## Extraits
- « Je jetais un coup d’œil sur le visage de la jeune fille qui me tendait mon verre et je sentis soudain comme un souffle passer sur mon âme et en balayer toutes les impressions de la journée… »

- « Tout le secret et le sortilège de sa beauté résidaient justement dans ces petits mouvements, infiniment élégants, dans son sourire, dans les rapides regards qu’elle nous jetait… »

## Édition française
- Beautés, traduit par Édouard Parayre, éditions Gallimard, Bibliothèque de la Pléiade, 1970  (ISBN 2 07 010550 4).